# Costus sprucei
Costus sprucei är en enhjärtbladig växtart som beskrevs av Paulus Johannes Maria Maas. Costus sprucei ingår i släktet Costus och familjen Costaceae. Inga underarter finns listade.